# ヒマラヤタール
ヒマラヤタール（Hemitragus jemlahicus）は、ウシ科タール属に分類される偶蹄類。

## 分布
インド北部、中華人民共和国南西部、ネパールのヒマラヤ山脈
アメリカ合衆国（カリフォルニア州）、ニュージーランド、南アフリカ共和国へ移入・定着

## 形態
体長オス150-175センチメートル。尾長オス15-20センチメートル。肩高オス90-100センチメートル、メス80-90センチメートル。体重オス80-90キログラム、メス60-70キログラム。顔や四肢前面の毛衣は暗褐色や黒褐色。眼上部や吻端に白い斑紋が入る。胴体の毛衣は赤褐色や暗褐色で、背面の正中線上に沿って暗色の縦縞が入る。
角はやや短い三日月状で、先端が内側へ向かう。角長オス30-38.8センチメートル、メス20-25センチメートル。角の断面は三角形。角の前端内側に稜線状の隆起（稜）があり、稜には疣がある。吻端は体毛で被われ、板状の皮膚（鼻鏡）がない。
オスの成獣は頸部から胸部にかけての体毛が非常に伸長し、鬣状になる。鬣の毛衣は淡黄褐色。乳頭の数は4個。

## 生態
標高2,000-5,300メートルにある断崖や斜面にある森林などに生息する。小規模な群れを形成して生活する。
食性は植物食で、主に木の枝などを食べる。
繁殖形態は胎生。10-翌1月に交尾を行い、妊娠期間は177-242日。1回に1頭（まれに2頭）の幼獣を産む。
天敵として ユキヒョウがいる。

## 人間との関係
開発による生息地の破壊、食用の狩猟、家畜との競合などにより生息数は減少している。